# オスカー・ウェルナー
オスカー・ウェルナー（Oskar Werner、1922年11月13日 - 1984年10月23日）は、オーストリア出身の映画俳優。

## 生い立ち
ウィーンで生まれたウェルナーは幼少期祖母によって育てられ、その後18歳で舞台監督に誘われ1941年に初舞台を踏んだ。その直後に独ソ戦へ徴兵されることになったが、ウェルナーは平和主義でナチズムに反対していたため、徴兵検査でわざとひっかかり戦線に行くことを免れ雑用をやることとなった。

## キャリア
戦時中に女優のElisabeth Kallinaと密かに結婚し子供を授かったウェルナーは、終戦後にウィーンの森へ家族と共に移り、しばらくしてウィーンに戻り俳優業を再開した。
その後は色白で端整な顔立ちと金色のサラサラ髪を擁して、1960年代のヨーロッパ映画を彩った。なかでもヌーヴェルヴァーグ到来と共にフランソワ・トリュフォー監督作品にたびたび主演し、異彩を放った。ジャンヌ・モローと共演した『突然炎のごとく』や、ジュリー・クリスティと共演した異色近未来SF劇『華氏451』が代表作となり、日本でも知られる。しかし、『華氏451』の撮影中トリュフォーとの間に確執が生じ、その結果彼の監督作品での最後の出演作となった。
1965年にヴィヴィアン・リーと共演した『愚か者の船』では第38回アカデミー主演男優賞にノミネートされた。1968年の主演作『しのび逢い』では、知的なオーケストラ楽団の天才指揮者を演じたが、悲恋映画では決まって女性を冷徹に振ってしまう役柄を多く演じたせいもあり、しばし「女の敵」的な見方をされ損なイメージを被っていた。また、彼はアルコール使用障害で、健康状態が悪化していた。1970年代以降は映画の出演作が急減し、舞台に出演するなどしていたため目立った作品は少ないが、唯一のTVドラマ出演作と言われている刑事コロンボの犯人役や、1976年の映画『さすらいの航海』では重要な役を務めた。
1984年10月23日、滞在していたドイツのホテルで心臓発作によって死去しているのが発見された。61歳没。この日はトリュフォーが死去したわずか2日後のことであった。

## 私生活
結婚は2度しており、最初の妻とは1952年に離婚。それから2年後に女優アナベラの娘、アンヌ・パワーと再婚するも1968年に離婚。

### 備考
- 2人目の妻アンヌ・パワーの母アナベラは1938年に俳優のジャン・ミュラと離婚しており、翌年アンヌを連れハリウッド俳優のタイロン・パワーと再々婚した。その際パワーはアンヌと養子縁組をしている（しかし、1948年にアナベラはパワーとも離婚）。

## 主な出演作品

### 映画
- エロイカ Eroica (1949)

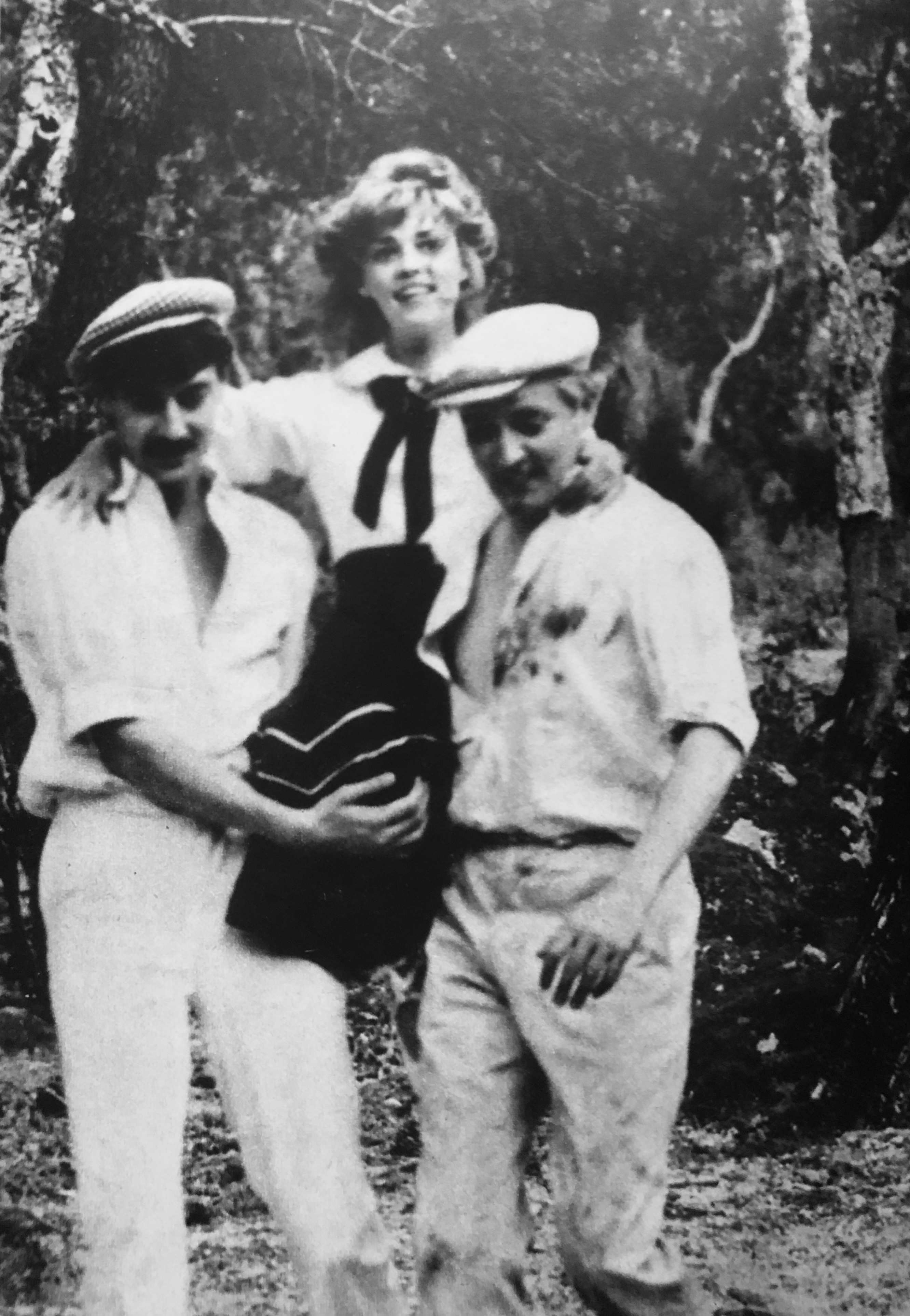
『突然炎のごとく』（1962年）

- 暁前の決断 Decision Before Dawn (1951)
- 歴史は女で作られる Lola Montès (1955)
- 突然炎のごとく Jules et Jim (1962)
- 愚か者の船 Ship of Fools (1965)
- 寒い国から帰ったスパイ The Spy Who Came in from the Cold (1965)
- 華氏451 Fahrenheit 451 (1966)
- しのび逢い Interlude (1968)
- 栄光の座 The Shoes of the Fisherman (1968)
- オデッサ・ファイル The Odessa File (1974)※クレジット無し
- さすらいの航海 Voyage of the Damned (1976)

### テレビドラマ
- 刑事コロンボ/ビデオテープの証言 Columbo: Playback (1975)